# フレデリック・メンディ
フレデリック・メンディ（Frédéric Mendy、1981年11月6日 - ）はセネガル・ダカール出身の同国代表選手のサッカー選手である。ポジションはMF。

## 所属クラブ
- ASサンテティエンヌ　1996-2006
- SCバスティア　2006-2009
- AOカヴァラ (en) 2009-2010
- スタッド・ラヴァル 2010-2011
- OFIクレタ 2011-

## 代表歴
- セネガル代表（2001年-2008年）

アフリカネイションズカップ
2004、2006、2008

## タイトル
- ASサンテティエンヌ

リーグ・ドゥ (1):2004